# Snitz Edwards
Pour les articles homonymes, voir Edwards.
Snitz Edwards (né Neumann) est un acteur américain né le 1er janvier 1868 à Budapest (Hongrie), mort le 1er mai 1937 à Los Angeles (Californie).

## Biographie
Snitz Edwards naît dans une famille juive de Budapest, en Autriche-Hongrie. Il immigre aux États-Unis changeant son nom de famille en Edwards, et monte sur les planches à Broadway. Son premier spectacle est la comédie musicale Le Petit Chaperon rouge (en), dont la première eut lieu le 8 janvier 1900. Il joue dans des spectacles dirigés par Arthur Hammerstein ou Charles Frohman et fait des tournées dans le pays et en Amérique du Sud.
Il évolue rapidement vers le cinéma muet, jouant plutôt dans des comédies ou des films comiques et se fait un nom auprès du grand public dans les années 1920, son pic de popularité ayant lieu de la fin des années 1910 au début des années 1920. Il apparaît dans des films aux côtés de Mary Pickford, Clara Kimball Young, Barbara La Marr, Douglas Fairbanks, Wallace Reid, Lila Lee, Colleen Moore, Lionel Barrymore, Conrad Nagel, Mildred Harris, Rod La Rocque, Ramón Novarro, Marion Davies, etc. Un de ses rôles les plus connus est celui de Florine Papillon dans Le Fantôme de l'Opéra en 1925 de Rupert Julian, avec Lon Chaney et Mary Philbin; il joue aussi dans Le Voleur de Bagdad dont Douglas Fairbanks est la vedette.
Edwards était marié à l'actrice Eleanor Taylor (morte en 1968), dont il a eu trois filles : Cricket (future cadre chez Columbia Pictures), Evelyn (auteur de scénarios et écrivain pour la MGM et CBS) et Marian (épouse de l'écrivain Irwin Shaw, productrice de théâtre). Ils vivaient à Hollywood.
Buster Keaton le choisit personnellement pour jouer dans trois de ses films : Les Fiancées en folie (1925), Le Dernier Round (1926), et Sportif par amour (1927) qui fut un grand succès populaire.
La notoriété d'Edwards décline dans les années 1930. Il souffre d'arthrite. Son dernier film est L'Ennemi public de William A. Wellman (avec Jean Harlow, James Cagney et Joan Blondell).
Il meurt le 1er mai 1937 à Los Angeles à l'âge de 69 ans.

## Filmographie
- 1915 : The Fixer : Général Gomez of Mexico
- 1915 : The Politicians : Ike Dobbins
- 1915 : Keep Moving : Hypo Jake
- 1917 : The Price She Paid : Général Siddall
- 1920 : The City of Masks : Drouillard
- 1920 : Going Some : Willie
- 1920 : Le Signe de Zorro (The Mark of Zorro) : Le petit aubergiste
- 1921 : The Charm School de James Cruze : Mr. Boyd
- 1921 : The Love Special : Zeka Logan
- 1921 : Cheated Love : Bernie
- 1921 : No Woman Knows : Herr Bauer
- 1921 : Ladies Must Live : Edward Barron
- 1922 : Red Hot Romance de Victor Fleming : Signor Frijole
- 1922 : The Gray Dawn : Krafft
- 1922 : The Primitive Lover : un mari
- 1922 : Love Is an Awful Thing : Superintendant
- 1922 : Le Cœur humain (Human Hearts) de King Baggot : Ran Schreiber
- 1922 : La Fin des fantômes (The Ghost Breaker) de Alfred E. Green : Maurice
- 1922 : Le Prisonnier de Zenda (The Prisoner of Zenda) : Josef
- 1922 : Rags to Riches (en) : Membre de la ligue des puristes
- 1922 : June Madness : Pennetti
- 1923 : Âmes à vendre (Souls for Sale  de Rupert Hughes : Hank Kale
- 1923 : Modern Matrimony : Mr. Baltman
- 1923 : Children of Jazz : Blivens
- 1923 : The Huntress de John Francis Dillon et Lynn Reynolds : Musq'oosis
- 1923 : Un nouveau Napoléon (Tea: With a Kick!) de Erle C. Kenton : Oscar Puddleford
- 1923 : Rosita d'Ernst Lubitsch : Le petit geôlier
- 1923 : Scaramouche
- 1924 : The Hooded Falcon
- 1924 : The Hill Billy : Tabb Tafel
- 1924 : Le Voleur de Bagdad (The Thief of Bagdad) : 'L'associé malveillant
- 1924 : In Fast Company : Mike Ricketts
- 1924 : Tiger Love (en) de  George Melford : Le bossu
- 1924 : A Woman Who Sinned : Grabini
- 1924 : Passion's Pathway : Simpson
- 1924 : Tarnish (en) : Mr. Stutts
- 1924 : The Tornado : Pewee
- 1924 : Inez from Hollywood : le vieux copain
- 1925 : Les Fiancées en folie (Seven Chances) : l'avocat
- 1925 : Le Désert blanc de Reginald Barker : Runt
- 1925 : Old Shoes
- 1925 : Le Fils prodigue (The Wanderer) : Le bijoutier
- 1925 : Heir-Loons : membre de la famille Brockton
- 1925 : The Phantom of the Opera : Florine Papillon
- 1925 : A Lover's Oath : domestique d'Omar
- 1926 : Made for Love (en)
- 1926 : Volcano : Commissaire-priseur
- 1926 : The Sea Wolf : Thomas Mugridge
- 1926 : The Clinging Vine : Doc A. « Tut » Tutweiler
- 1926 : Le Dernier Round (Battling Butler) de Buster Keaton : valet d'Alfred
- 1926 : Sultane (The Lady of the Harem) de Raoul Walsh : Abdu
- 1926 : April Fool (en) : Mr. Applebaum
- 1926 : The Cruise of the Jasper B : Reginald Maltravers
- 1927 : The Red Mill : Timothy
- 1927 : Sportif par amour (College) de James W. Horne et Buster Keaton : Dean Edwards
- 1927 : Night Life (en) de George Archainbaud : gérant de manège
- 1929 : Le Démon des tropiques (A Dangerous Woman) de Gerald Grove et Rowland V. Lee : Chef Macheria
- 1929 : L'Île mystérieuse (The Mysterious Island)  de Lucien Hubbard : Anton
- 1931 : Sit Tight : Charley
- 1931 : The Right of Way de Frank Lloyd : Luis Trudel
- 1931 : L'Ennemi public (The Public Enemy) de William A. Wellman : Miller